# Из. Аренас (Каљари)
Из. Аренас је насеље у Италији у округу Каљари, региону Сардинија.
Према процени из 2011. у насељу је живело 42 становника. Насеље се налази на надморској висини од 9 м.